# Fran Bubani
Fran de Castro Bubani (Belo Horizonte, 1980) é uma doutora em Ciências da Engenharia que vive na Argentina. Desde 2016, ela se dedica à pesquisa como assistente no Consejo Nacional de Investigaciones Científicas y Técnicas (CONICET), Argentina. Seu campo de pesquisa são os metais não-ferrosos. Fran estuda sobre ligas metálicas na Divisão Física de Metais do Centro Atômico Bariloche e é professora universitária no Instituto Balseiro, na cidade de Bariloche. 
Depois de se perceber mulher, Fran tornou-se a primeira pesquisadora visivelmente trans no Conselho Nacional de Investigações Científicas e Técnicas (CONICET) da Argentina. Desde 2021, ela é parte da Comissão assessora do Programa Nacional para a Igualdade de Gêneros em Ciência, Tecnologia e Inovação.

## Biografia
Fran Bubani nasceu e cresceu na cidade de Belo Horizonte. Ali também iniciou sua formação em engenharia.
Em 2004, iniciou sua carreira em pesquisa com uma bolsa de iniciação científica do Conselho Nacional de Desenvolvimento Científico e Tecnológico do Brasil. No ano seguinte, formou-se em Engenharia Mecânica e, 3 anos depois, obteve seu Mestrado com orientação em materiais, na Universidade Estadual de Campinas.
Depois realizou o doutorado em Ciências da Engenharia no Instituto Balseiro de Bariloche (Argentina), que concluiu em 2014. Depois, com uma bolsa de pós-doutorado fixou-se em seu país natal.
Em 2015, com 35 anos, começou seu processo de transição de gênero e, em 2019, com 39 anos, realizou a mudança de identidade em seu RG e realizou uma cirurgia de redesignação sexual.
Em 2016, Fran foi contratada como pesquisadora assistente do CONICET, no Centro Atômico Bariloche de Bariloche (Argentina). Neste período, já estava em processo de transição e, para isso, contou com apoio institucional, local e nacional. A equipe de Diversidade Sexual e Identidades de Gênero do município de Bariloche acompanhou-a em todo o processo e também a subsecretaria de Políticas de Diversidade do Ministério das Mulheres, Gênero e Diversidade da Nação. Fran é a primeira pessoa na carreira de Pesquisador do CONICET que realizou o processo de mudança de gênero segundo sua autodeterminação de gênero.
Em seus papéis dentro do ativismo trans, Fran faz parte do Grupo de Mulheres, Estudantes e Trabalhadoras do Centro Atômico de Bariloche, e do Grupo de Diversidade do Centro Atômico de Bariloche, âmbitos de ativismo e de contenção para visibilizar as questões de gênero.

## Trajetória
Fran Bubani estudou Engenharia Mecânica na Universidade Federal de Minas Gerais, onde se graduou em 2005. Depois cursou Mestrado na área de materiais na Universidade Estatal de Campinas. Ao finalizar esses estudos decidiu continuar sua carreira acadêmica, e em 2008 começou o Doutorado em Ciências da Engenharia no Instituto Balseiro de Bariloche, na Argentina. Depois de obter o título de Doutora, recebeu uma bolsa para realizar um pós-doutorado na Universidade Federal de Minas Gerais, no departamento de Engenharia Metalúrgica e Materiais.
Em 2016, retornou à Argentina e, desde então, ocupa o cargo de Pesquisadora Assistente no CONICET, onde trabalha com ligas de materiais metálicos e o efeito memória no Centro Atômico de Bariloche.
| “             | A Engenharia Mecânica é um ambiente dominado por homens e dirigido por homens, de modo que eu diria que é um ambiente hostil. | ” |
| — Fran Bubani | |   |

Desde o começo de sua carreira, Fran Bubani interessou-se pela possibilidade de trabalhar com materiais com os quais as máquinas são fabricadas. Especializou-se em ligas metálicas e seu trabalho foca-se nos fenômenos que acontecem nos materiais metálicos, para conhecer como reagem sob determinadas condições e aperfeiçoar sua aplicação em diferentes indústrias, tais como a construção civil, a indústria automobilística, a indústria aeroespacial e outras.
Em maio de 2020, Fran passou a fazer parte da Comissão Assessora do Programa Nacional para a Igualdade de Gênero em Ciência, Tecnologia e Inovação, onde faz parte de um grupo de especialistas em gênero e ciência que assessora o organismo dentro do Ministério de Ciência, Tecnologia e Inovação da Nação.
Em 2022, o projeto “Desenvolvimento de bombas de calor geotérmicas baseadas em materiais elastocalóricos: tecnologia chave para melhorar a habitabilidade em áreas patagônicas” enviado para financiamento da Agência do Ministério de Ciência, Tecnologia e Inovação a Argentina com outros três colegas foi recusado na etapa de verificação de admissibilidade porque não cumpria o requisito de contar com "50% de mulheres na equipe". O avaliador não considerou que ela fosse mulher. Depois de interposição, a presidência da Agência ligou para Fran pedindo perdão e admitindo que ela é mulher.
Em 2023, depois de 6 anos de trabalho, renunciou ao cargo de professora do Instituto Balseiro por vergonha, ao denunciar o clima hostil da instituição:
| “             | Eu me cansei. Há uma inconsistência entre o discurso, o marketing e a imagem institucional projetada para a sociedade de uma instituição moderna, inclusiva e diversificada e o que realmente vivenciamos como mulheres e diversidades no instituto. | ” |
| — Fran Bubani | |   |

Um dos casos em que foi discriminada aconteceu em 2021, quando foi realizar exame de sangue e o teve registrado com seu nome anterior.

## Prêmios e reconhecimentos
- 2022 - “Nosotras movemos el mundo”, da Presidência da Argentina[17]
- 2023 - Uma das novas "Curies" argentinas, do Clarín[18]